# Peleteria adentata
Peleteria adentata är en tvåvingeart som beskrevs av Zimin 1961. Peleteria adentata ingår i släktet Peleteria och familjen parasitflugor. Inga underarter finns listade i Catalogue of Life.